# 菰野町消防本部
菰野町消防本部（こものちょうしょうぼうほんぶ）は、三重県三重郡菰野町の消防部局（消防本部）。管轄区域は菰野町全域。

## 概要
- 消防本部： 三重郡菰野町潤田4418
- 管内面積：107.28km2
- 職員数：46人
- 消防署1カ所

### 主力機械
2024年4月1日現在
- 消防ポンプ自動車：1
- 水槽付消防ポンプ自動車：1
- はしご付消防自動車：1
- 救助工作車：1
- 高規格救急自動車：4
- 査察車：1
- 広報車：1
- 資器材搬送車：1
- 事務連絡車：1

## 沿革
- 1985年4月1日 菰野町消防本部・消防署が発足する。

## 組織
- 本部 - 消防課、予防課
- 消防署

## 消防署
| 消防署       | 住所     |
| ------------ | -------- |
| 菰野町消防署 | 潤田4418 |